# Gặp lại chị bầu
Gặp lại chị bầu là một bộ phim điện ảnh Việt Nam thuộc thể loại hài lãng mạn – chính kịch ra mắt vào năm 2024 do Đoàn Nhất Trung làm đạo diễn. Tác phẩm có sự tham gia diễn xuất của các diễn viên gồm Diệu Nhi, Anh Tú Atus, Lê Giang, Vũ Quốc Khánh, Ngọc Phước.

## Nội dung
Phúc là một chàng trai trẻ mồ côi từ nhỏ và phải đối mặt với cuộc sống đầy thách thức. Trong một lần không trả được nợ, Phúc bị một nhóm người cho vay truy đuổi và tình cờ rơi xuống sông. Mặc dù anh đã may mắn sống sót, song anh đã bị lạc vào quá khứ vào năm 1997. Ở thời điểm đó, Phúc gặp gỡ và yêu mến Ngọc Huyền, một cô gái tốt bụng nhưng lại giấu đi nhiều bí mật. Phúc và những người bạn ở nhà trọ của bà Lê đã cùng nhau trải qua những khoảnh khắc vui vẻ và ý nghĩa nhất của tuổi trẻ.

## Diễn viên
- Anh Tú Atus trong vai Gia Phúc: Anh Tú thể hiện vai diễn của một diễn viên nghiệp dư đầy tình yêu với nghề nhưng lại gặp phải nhiều sóng gió trong cuộc sống.
- Diệu Nhi trong vai Ngọc Huyền: Diệu Nhi xuất hiện với hình ảnh dịu dàng, thanh thuần, khác biệt so với hình tượng hài hước, tràn đầy năng lượng mà cô nàng thường thể hiện.
- Ngọc Phước trong vai Ngọc: Ngọc Phước tiếp tục thể hiện một nhân vật rất phù hợp với hình tượng của cô trong đời thực: một cô gái hài hước, năng động và thông minh.
- Vũ Quốc Khánh trong vai Tuấn.
- Lê Giang trong vai bà Lê.

và một số diễn viên phụ khác